# Инсајдер (филм из 2006)
Инсајдер или Човек изнутра (енгл. Inside Man) је филм из 2006. године, који је режирао Спајк Ли, а главне улоге играју: Дензел Вошингтон, Џоди Фостер, Клајв Овен, Вилем Дефо и Кристофер Пламер.

## Радња
У срцу Њујорка усред дана почињена пљачка банке. Идеална пљачка, јер на крају, након вишедневне опсаде, полиција нема доказа, нема жртава, нема осумњичених, а заправо, оно што се зове „структура криминала“. Прекасно, детективи почињу да схватају да су их све ово време само водили за нос и да велики део ове приче уопште није онакав какав се чини.
Дакле, мала група сликара улази у банку, обучена у беле комбинезоне, капе и наочаре за сунце. Одједном закључавају врата и вичу "Ово је пљачка!" спусти све на под. Затим се запали димна бомба, а коловођа са дивљим страним нагласком, који притрчава улазним вратима, изјављује уличном полицајцу да се у банци налазе таоци и бомба. Група коју предводи детектив Фрејзер сазнаје да су сигурносне камере у банци биле онемогућене минут пре пљачке. Полиција не зна ни колико је талаца у банци, ни колико пљачкаша, ни шта се тамо дешава.
У међувремену, "сликари" окупљају све посетиоце и запослене и натерају их да прво предају све своје кључеве и мобилне телефоне, а затим да се скину до доњег веша и обуку одговарајуће плаве комбинезоне. Такође, таоци морају да носе посебне маске преко очију, које служе за спавање. Лица самих разбојника била су покривена (пре пљачке су преко лица навлачили мараме које су им покривале доњи део лица), а таоци нису имали времена да се размотре. Да би потпуно збунили трагове, разбојници су таоце сместили у неколико соба и повремено их промешали. У исто време, подметање чланова банде под маском талаца (испод белих комбинезона носе плаве). Онда, када се завршило, нико није могао поуздано да каже: „Ово је разбојник“, јер је било неколико људи који су сваког осумњиченог идентификовали као „друга у несрећи“.
Као резултат тога, када је упала у банку, постало је јасно да је сама пљачка била грандиозна инсценација са лажним оружјем, лажним погубљењем таоца и унапред снимљеним разговорима које су пљачкаши убацили у полицију, прислушкивајући их преко бубица. скривене у храни за таоце. Фрејзер нагађа да је нешто изнето из банке или ће бити изнето.
На врхунцу талачке кризе, власник банке Артур Киз послао је Фрејзеру свог представника са ексклузивним овлашћењима – Медлин Вајт. Учинила је све што је могла, па чак и разговарала са вођом разбојника. Испоставило се да се оснивач банке обогатио сарађујући са нацистима током Другог светског рата. У сефу банке број 392 налазила се документа која сведоче о његовим војним везама, дијаманти и изузетно вредан прстен. Далтон је тражио документе, одлучивши да их задржи за себе и можда касније уцењује Кејса њима.
Суштина плана пљачкаша је била да њихов вођа Далтон Расел остане унутар зграде банке. Разбојници су мало преуредили задњу просторију банке и тамо организовали тајно скровиште, где је остао недељу дана. Остали криминалци, помешани са другим таоцима, напустили су зграду банке чисту. Далтон је испузао из свог скровишта недељу дана касније. Банка је већ наставила са радом као и обично. Након што се дружио са клијентима банке, Далтон је мирно отишао кроз главни улаз.
Прича се ту не завршава. Детектив Фрејзер, прегледајући листу ћелија у трезору, открива да ћелија #392 није на листи. На његов захтев се отвара. Тамо нема ништа осим смећа и прстена са натписом који је Далтон оставио – „Прати прстен“. Фрејзер одлази прво до власника банке Артура Кејса, а потом и до градоначелника града, тражећи објашњење. Он јасно даје до знања да ће наставити да се бави овом причом.

## Улоге
| Глумац              | Улога                |
| ------------------- | -------------------- |
| Дензел Вошингтон    | детектив Кит Фрејзер |
| Виктор Коликио      | наредник Колинс      |
| Вилем Дафо          | капетан Џон Даријус  |
| Ким Директор        | Стиви                |
| Чуител Еџофор       | Детектив Бил Мичел   |
| Џоди Фостер         | Мадлен Вајт          |
| Питер Герети        | Капетан Кохлин       |
| Карлос Андрес Гомез | Стив Дамерџијан      |
| Марша Џин Керц      | Мирјам               |
| Питер Кајбарт       | Градоначелник        |
| Кен Лунг            | Винг                 |
| Клајв Овен          | Далтон Расел         |
| Кристофер Пламер    | Артур Киз            |
| Берни Рашел         | Хејм                 |
| Џејмс Рансон        | Стив О               |
| Амир Ал Саид        | Брајан Робинсон      |

## Зарада
- Зарада у САД - 88.513.495 $
- Зарада у иностранству - 95.862.759 $
- Зарада у свету - 184.376.254 $